# Klabund

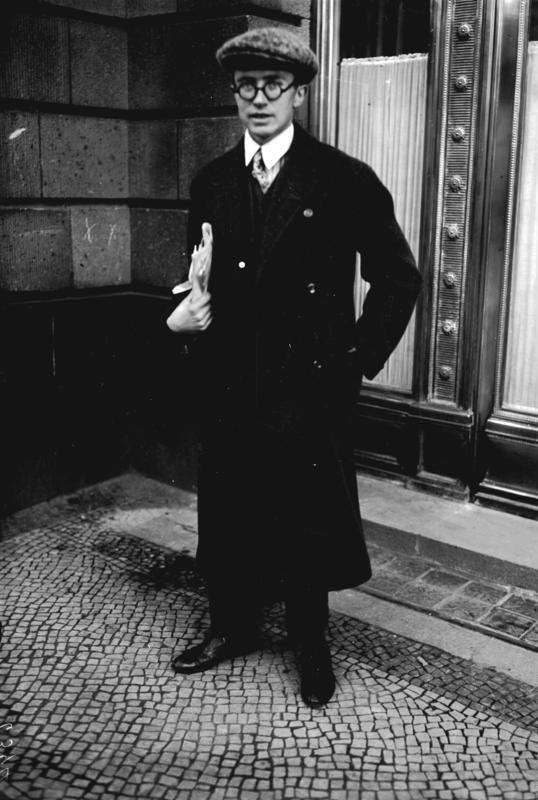
Klabund (1928)

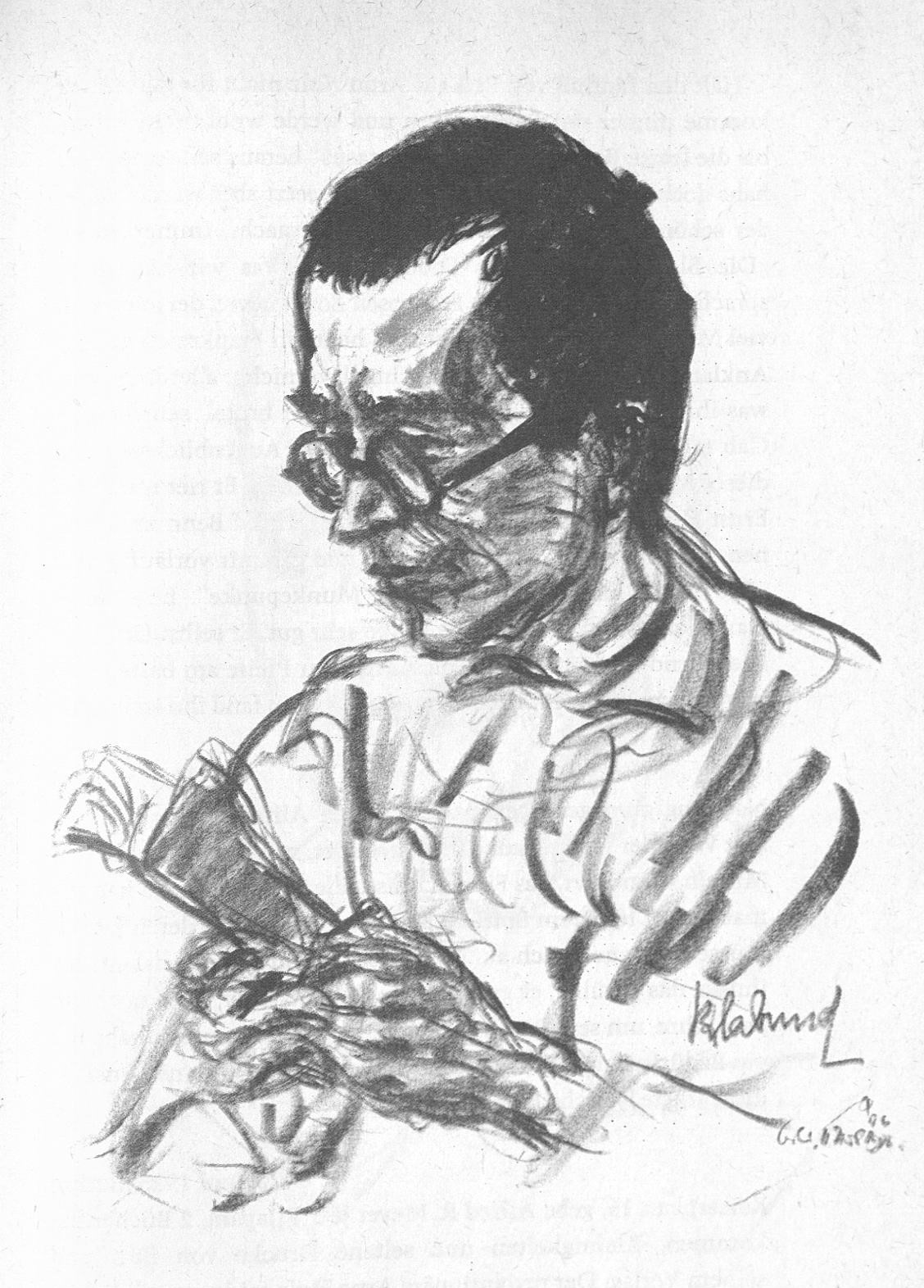
Zeichnung von Emil Stumpp (1926)

Alfred Georg Hermann „Fredi“ Henschke, genannt Klabund (* 4. November 1890 in Crossen an der Oder; † 14. August 1928 in Davos) war ein deutscher Schriftsteller.

## Pseudonym
Alfred Henschke wählte das Pseudonym Klabund – nach ersten Veröffentlichungen – im Jahr 1912. In Anlehnung an Peter Hille gab er vor, ein vagabundierender Poet zu sein. Der Name Klabund geht auf einen in Nord- und Nordostdeutschland geläufigen Familiennamen zurück und wird vom Autor unter anderem als Zusammensetzung aus den beiden Wörtern Klabautermann und Vagabund erklärt. Ab 1916 gab er dem Pseudonym eine weitere Bedeutung, nämlich „Wandlung“. Damit spielte er auf seinen Gesinnungswandel im Ersten Weltkrieg an. Nachdem er den Krieg anfänglich begrüßt hatte, wandelte sich seine Einstellung unter dem Einfluss seiner Lebensgefährtin (und späteren Ehefrau) Brunhilde Heberle (1896–1918).
Weitere Pseudonyme, die Henschke gebrauchte, sind: Jucundus Fröhlich in der Zeitschrift Jugend und Pol Patt für die erotischen Gedichte Carmencita, Marianka und Mady-Foxtrott.

## Leben
Alfred („Fredi“) Henschke war der Sohn des Apothekers Alfred Henschke aus Frankfurt (Oder) und dessen Frau Antonia. Während einer Wanderung durchs Riesengebirge im Alter von 16 Jahren erkrankte er durch eine verschleppte Erkältung zunächst an einer Rippenfellentzündung und danach an Tuberkulose; die Ärzte diagnostizierten anfangs fälschlich eine Lungenentzündung. Die Krankheit begleitete Klabund sein kurzes Leben lang und bereitete ihm durch die vielen Kurreisen (Italien, Davos etc.) größere finanzielle Probleme.
Nach dem Abitur, das er 1909 mit besten Noten am Humanistischen Friedrichsgymnasium in Frankfurt (Oder) bestand, studierte er erst Chemie und Pharmazie in München. Er wechselte bald die Fächer und studierte Philosophie, Philologie und Theaterwissenschaft in München, Berlin und Lausanne. Bereits in München erhielt er durch den Theaterwissenschaftler Artur Kutscher Zugang zur Bohème und machte unter anderem die Bekanntschaft von Frank Wedekind und Käthe Brodnitz. 1912 brach er das Studium ab.
Ein erster Band mit Gedichten erschien 1913 in Berlin unter dem Titel Morgenrot! Klabund! Die Tage dämmern! Sein erster Roman trägt den Titel Der Rubin. Roman eines jungen Mannes. Klabund hatte das Manuskript im Mai 1914 fertiggestellt und aus Arosa seinem Mentor Walther Heinrich nach Berlin zugesandt. Der Roman sollte im Verlag von Erich Reiß erscheinen; der Beginn des Ersten Weltkriegs sowie Auseinandersetzungen zwischen Autor und Verlag verhinderten das Erscheinen. Der Roman eines jungen Mannes erschien posthum im Jahr 1929 bei Phaidon in Wien.

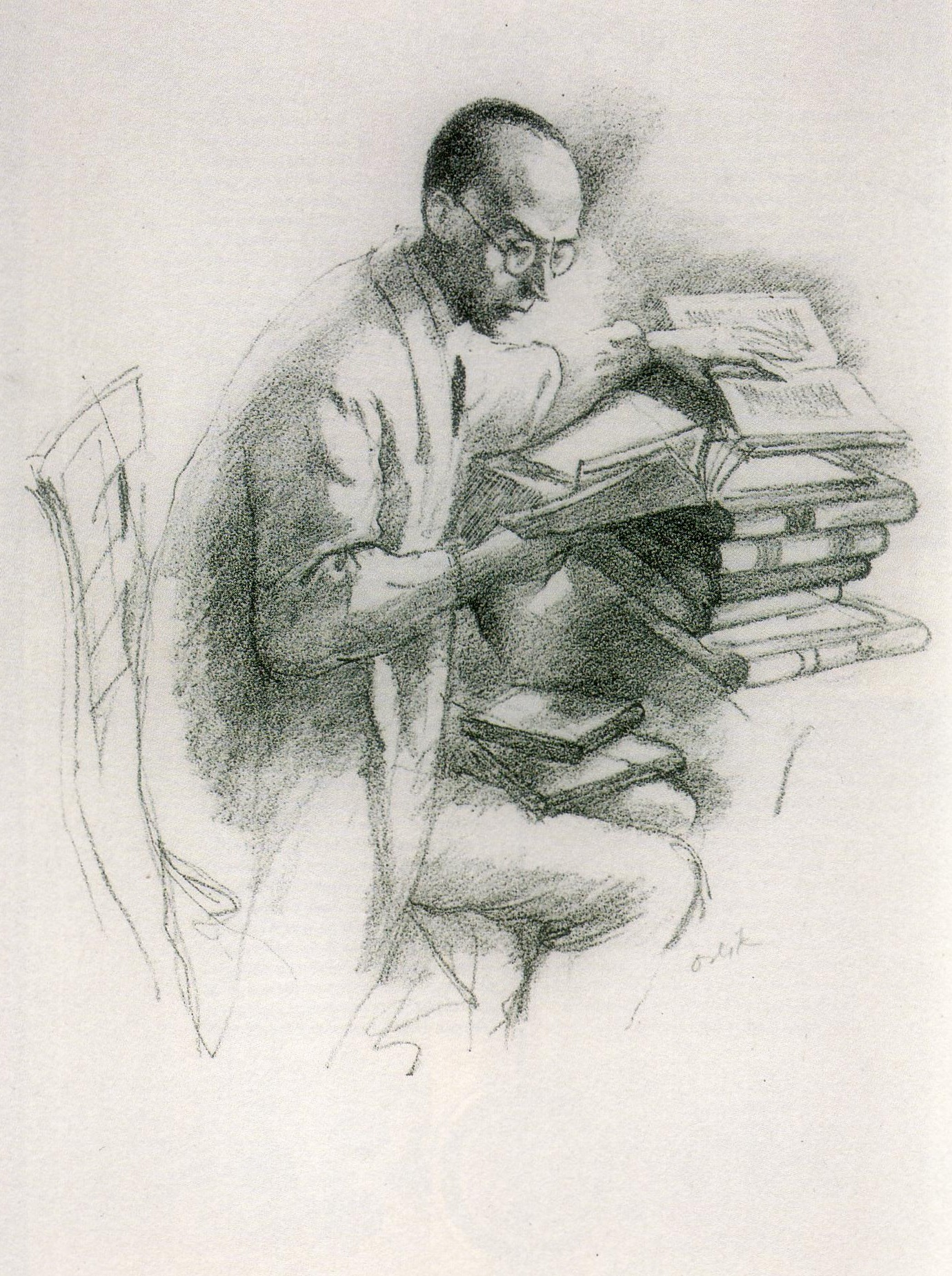
Emil Orlik: Der Dichter Klabund, Lithographie um 1915

1913 kam der Kontakt zu Alfred Kerrs Zeitschrift PAN zustande; ebenso veröffentlichte er in der Jugend und im Simplicissimus. Von 1914 an war er Mitarbeiter der Zeitschrift Die Schaubühne, die später in Die Weltbühne umbenannt wurde. Den Ersten Weltkrieg begrüßte er anfangs begeistert, wie andere Schriftsteller auch, und verfasste eine Reihe patriotischer Soldatenlieder. Zum Militär wurde Klabund nicht eingezogen, da mittlerweile diagnostiziert worden war, dass beide Lungenflügel von Tuberkulose befallen waren. Die Jahre bis zu seinem Tod hielt er sich häufig in Schweizer Lungensanatorien auf.

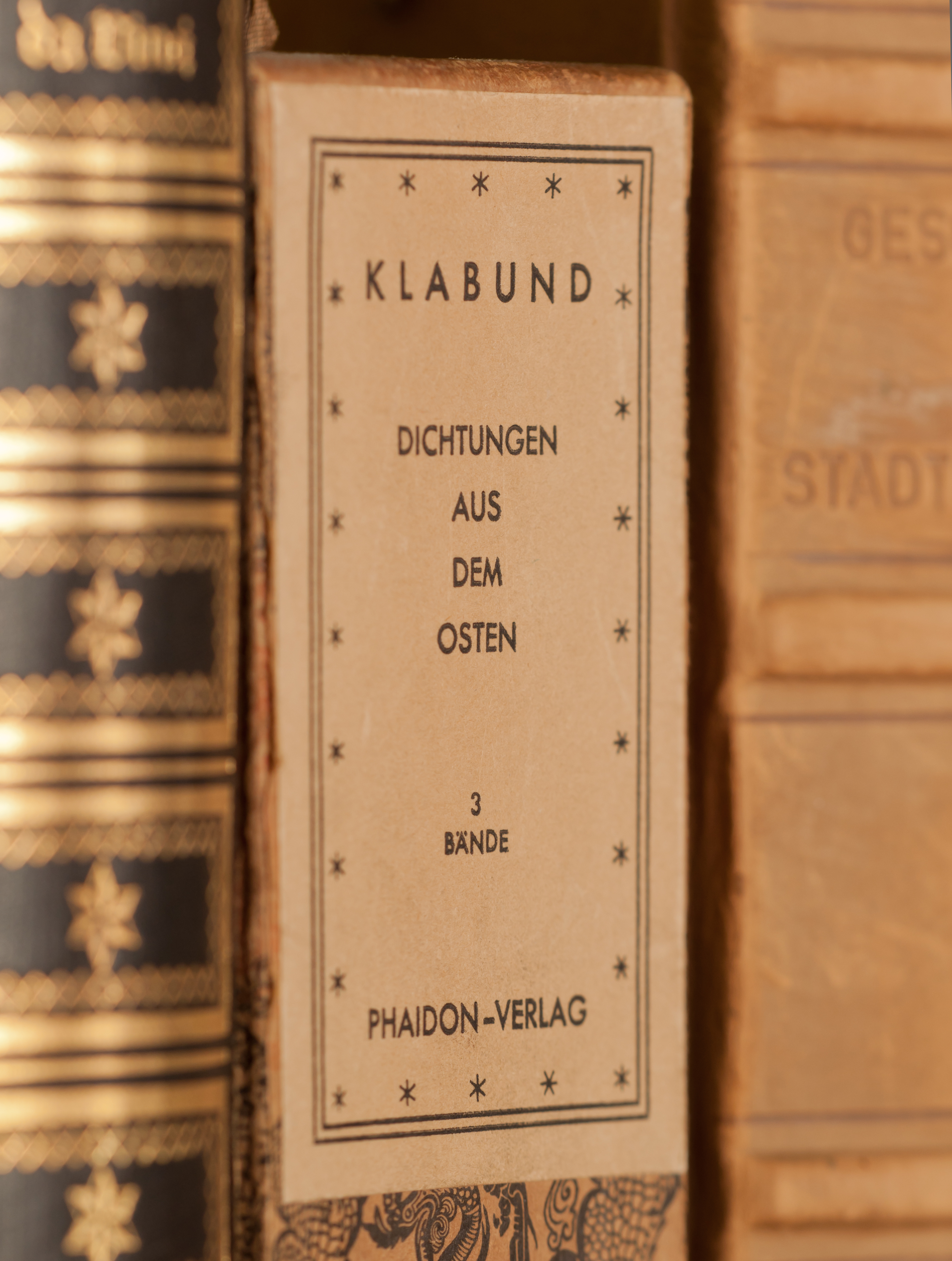
Sammelband der fernöstlichen Werke Klabunds von 1929

In dieser Zeit begann er damit, sich mit orientalischer Literatur zu beschäftigen, die er in der Folge häufig übersetzte und bearbeitete. So übertrug er Gedichte des persischen Dichters Hafis unter dem Titel Der Feueranbeter ins Deutsche. Infolge seiner Tuberkuloseerkrankung traf er 1915 in Davos den jungen österreichischen Dichter Hans Kaltneker. Klabund machte die Feststellung „Man müsste einmal eine Literaturgeschichte der Schwindsüchtigen schreiben, diese konstitutionelle Krankheit hat die Eigenschaft, die von ihr Befallenen seelisch zu ändern. Sie tragen das Kainsmal der nach innen gewandten Leidenschaft.“
Im Laufe des Krieges wandelte sich Klabund zum Kriegsgegner. Beeinflusst wurde er in dieser Wandlung durch Brunhilde Heberle, seine zukünftige Frau, die er im Lungensanatorium kennengelernt hatte. Er nannte sie mit ihrem zweiten Vornamen Irene, was „die Friedliche“ bedeutet. Im Tessin schloss er sich einem Kreis pazifistischer deutscher Emigranten an, die eng mit dem Monte Verità von Ascona verbunden waren. In der „Villa Neugeboren“ in Monti sopra Locarno, die er mit seiner Geliebten bezog, wohnten oder verkehrten um dieselbe Zeit Ernst Bloch, Hermann Hesse, Emmy Hennings, Else Lasker-Schüler und der Naturprophet Gusto Gräser. 1917 veröffentlichte die Neue Zürcher Zeitung Klabunds offenen Brief an Wilhelm II. mit der Aufforderung zur Abdankung. Gegen Klabund wurde daraufhin ein Verfahren wegen Vaterlandsverrats und Majestätsbeleidigung eingeleitet. In der Schweiz gehörte er zum Kreis um René Schickele, für dessen pazifistische Weiße Blätter er auch schrieb. Dass Klabund trotz seiner pazifistischen Haltung weiter unbehelligt zwischen der Schweiz und Deutschland hin und her reisen konnte, erklärt sich durch einen 2007 bekannt gewordenen Umstand: So war er während der Jahre 1917/1918 als Informant des deutschen Militärnachrichtendienstes, Abteilung III b, tätig. Dessen Vertreter am Grenzübergang Lindau räumte im April 1918 ein, dass Klabund „fortlaufend befriedigend im militärischen Nachrichtendienst in der Schweiz“ arbeite. Außerdem war er ab 1916 für das Kriegspresseamt des Großen Generalstabes in Berlin als Kriegsberichterstatter tätig und schrieb im Auftrag seiner Führungsoffiziere von der III b Schriften, die für die Kriegspropaganda eingesetzt wurden. Darunter das Buch „Moreau“ – Roman eines Soldaten.

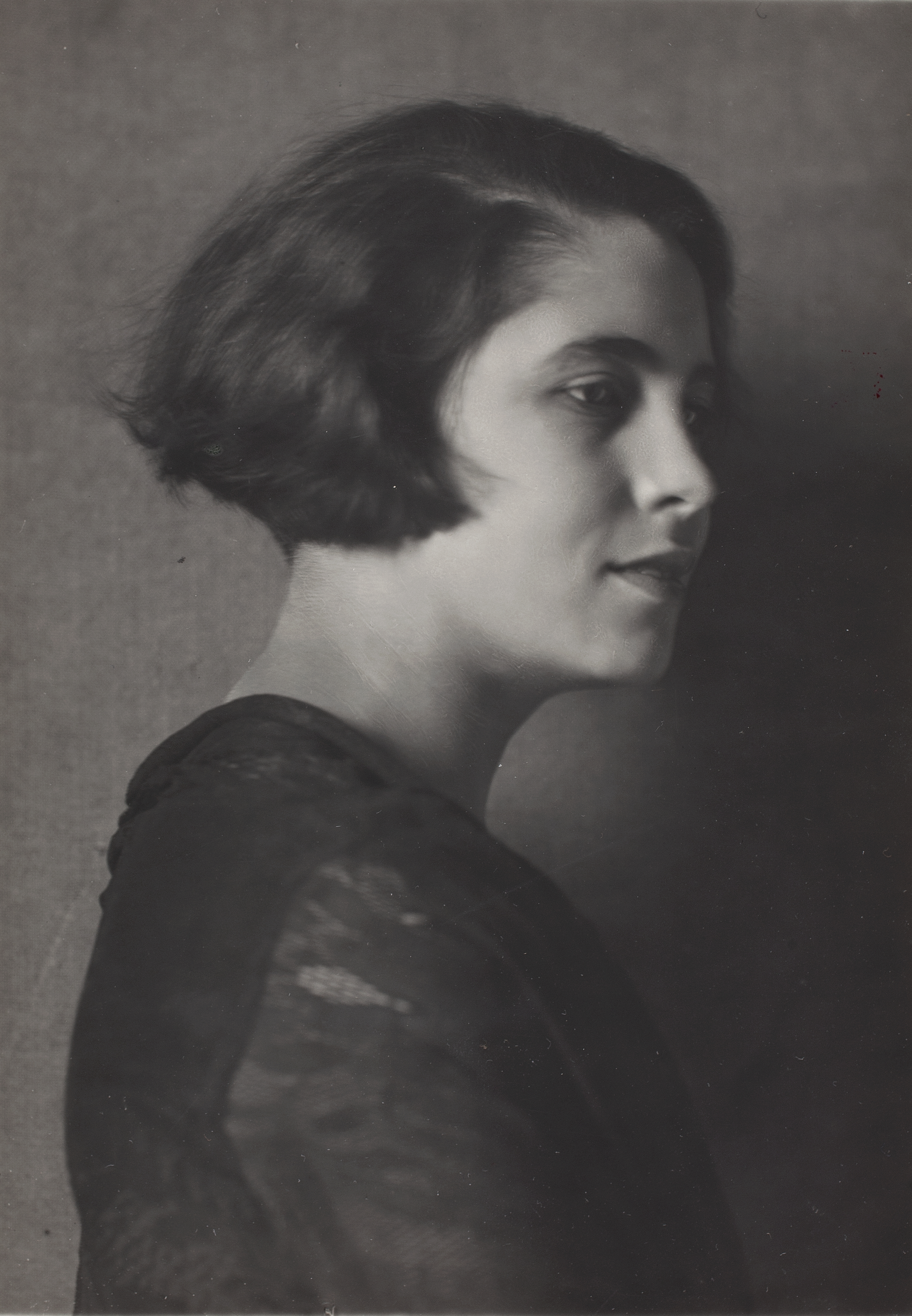
Carola Neher (1925)

1918 heiratete er seine Geliebte Brunhilde Heberle. Sie starb im selben Jahr nach einer Frühgeburt. Vier Monate später, am 17. Februar 1919, starb auch das Kind. Im Jahr seiner Eheschließung erschien mit dem Roman Bracke Klabunds erfolgreichstes Prosawerk, eine Eulenspiegel-Erzählung. 1920 widmete er seiner Freundin und Muse Marietta di Monaco den kurzen Liebesroman Marietta. Bei einer Theateraufführung am 19. Juli 1924 in den Münchener Kammerspielen lernte er Carola Neher kennen. Voller Begeisterung schickte er ihr Blumen in die Garderobe und umwarb sie. Am 5. Mai 1925 heirateten beide und führten eine turbulente Ehe mit häufigen Trennungen, Affären Nehers etc.

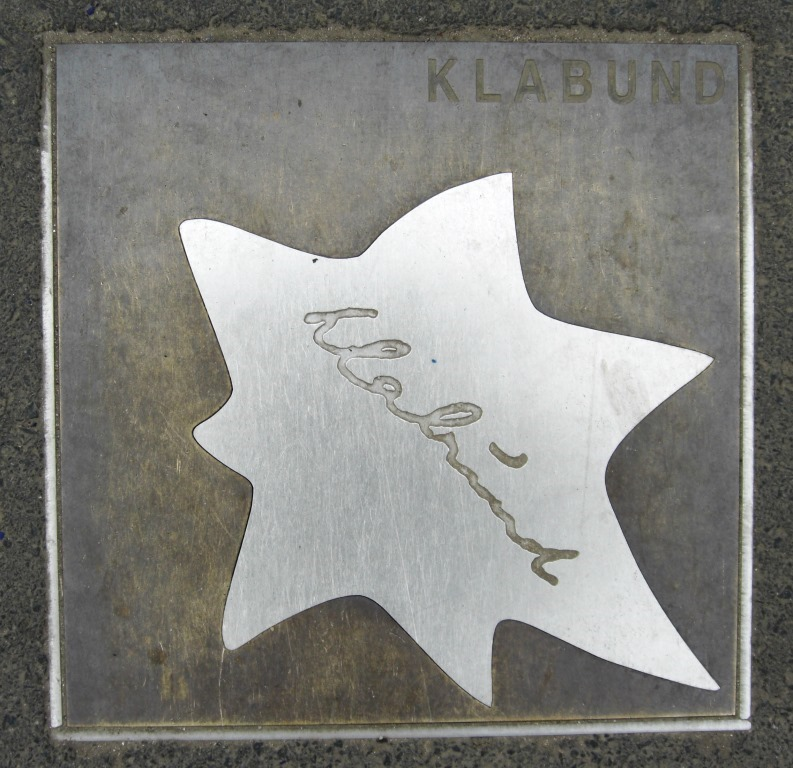
Klabund-Gedenkplatte in Mainz

1925 wurde Klabunds Drama Der Kreidekreis in Meißen uraufgeführt. Der Autor hatte sich hierbei an der chinesischen Dichtung orientiert, in deren Mittelpunkt der Richter Bao Zheng steht und die ihm in der Übersetzung von Anton Eduard Wollheim da Fonseca vorgelegen hat. Die Berliner Aufführung im selben Jahr machte das Stück zum großen Erfolg, so dass Adaptionen folgten: Alexander von Zemlinsky komponierte auf der Grundlage des Dramas die Oper Der Kreidekreis (1933) und Bertolt Brecht verfasste das Theaterstück Der kaukasische Kreidekreis (1948). In den folgenden Jahren schrieb Klabund regelmäßig für Kabaretts wie zum Beispiel Schall und Rauch. Seine volkstümlichen, an den Bänkelsang angelehnten Gedichte und Lieder erreichten in diesen Jahren ihre größte Popularität.
Im Mai 1928 erkrankte er bei einem Italienaufenthalt an einer Lungenentzündung, die zusammen mit seiner nie ausgeheilten Tuberkulose lebensbedrohlich wurde. Zur Behandlung wurde er nach Davos gebracht, wo er, seine Ehefrau Carola Neher an seiner Seite, kurz darauf verstarb. Begraben wurde er in Crossen, heute Krosno Odrzańskie; die Grabrede hielt sein Freund Gottfried Benn.

## Rezeption
Carl von Ossietzky feierte Klabund in der Weltbühne posthum als „letzten freien Rhapsoden“:

„Seine Begabung war unruhig und zuckend; in Beweglichkeit- und Maskenkunst ohne Grenze. Es floss immer in einem schmalen Bändchen alles durcheinander: Heine, Rimbaud, Exoten, Rudolf Baumbach, Wedekind, Eichendorffs Mondscheinlyrik und Dialektwitz; Pathos, Melancholie und Biertischzote. Aus dem Einfall wurde blitzschnell Rhythmus, Wort, Refrain… Er hatte keine Zeit und wusste es…“

## Ehrungen

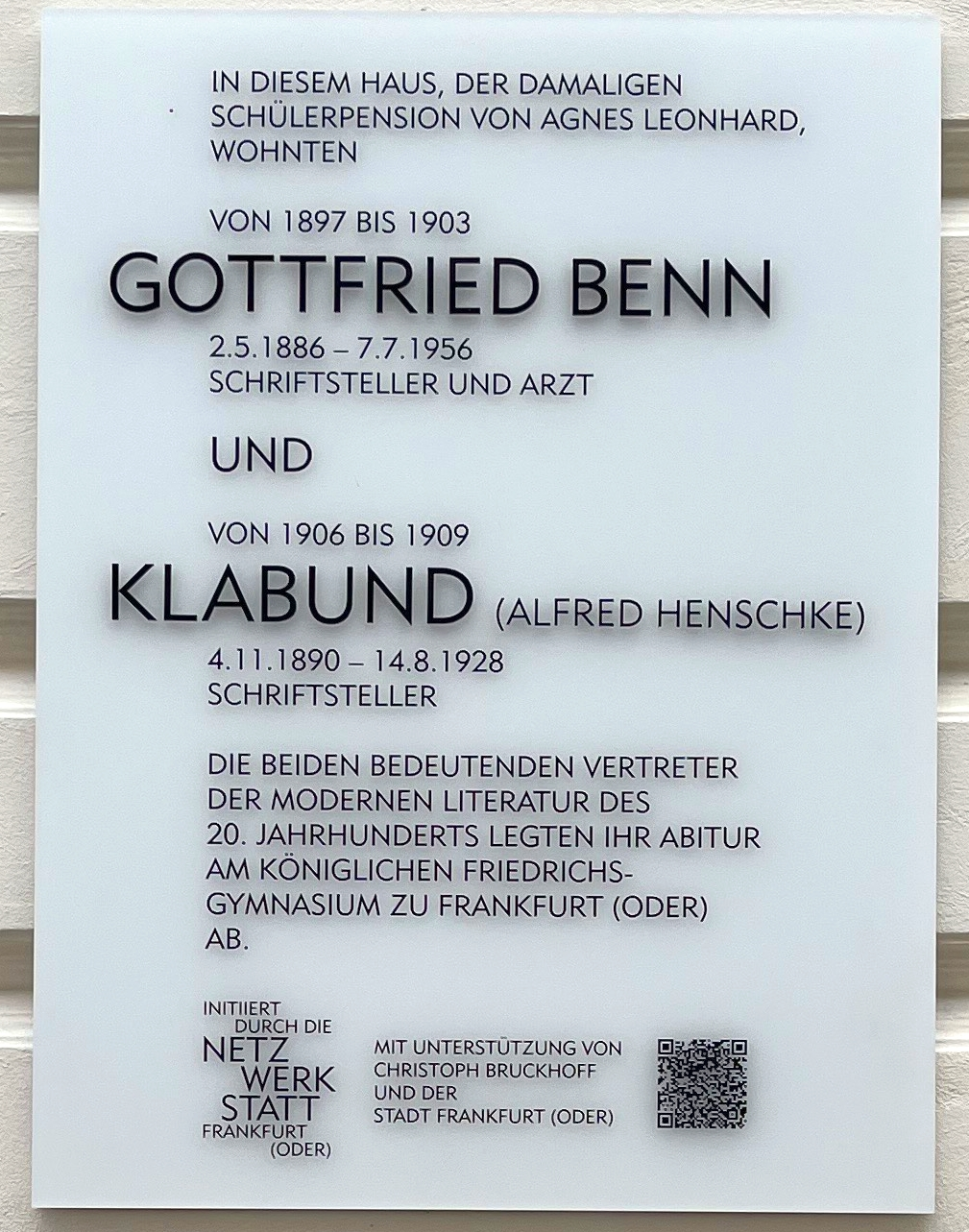
Gedenktafel für Gottfried Benn und Klabund in Frankfurt (Oder)

- 1933 wurde in Wien-Döbling (19. Bezirk) die Klabundgasse nach ihm benannt.[7]
- Der 1988 in Hannover, Stadtteil Misburg-Nord, angelegte Alfred-Klabund-Weg wurde im Jahr 2003 umbenannt in Else-Ury-Weg.[8]
- Der Walk of Fame „Sterne der Satire“ in Mainz zeigt seit seiner Eröffnung im Juli 2004 eine Klabund-Gedenkplatte.
- 2012 errichtete die polnische Stadt Krosno Odrzańskie, seine Geburtsstadt, für  Klabund in der Straße Poznańska ein Bronze-Denkmal. Gegenüber befindet sich ein Stadtpark, der bis 1945 ein Friedhof war, auf dem sich Klabunds Grab befunden hatte.
- Seit dem 28. Juni 2024 erinnert an der ehemaligen Schülerpension von Agnes Leonhard in der Gubener Straße 31a in Frankfurt (Oder) eine Gedenktafel an die beiden Abiturienten Klabund (1906–09) und Gottfried Benn (1897–1903).[9]

## Werke

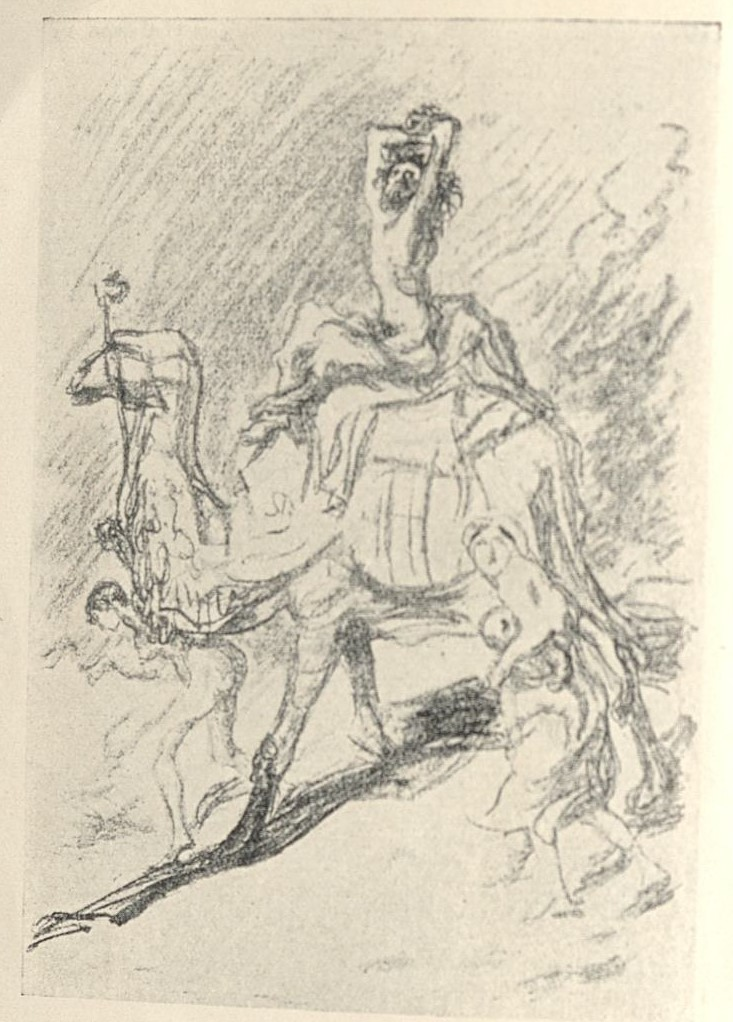
Max Slevogt, Illustration zu Mohammed (1917)

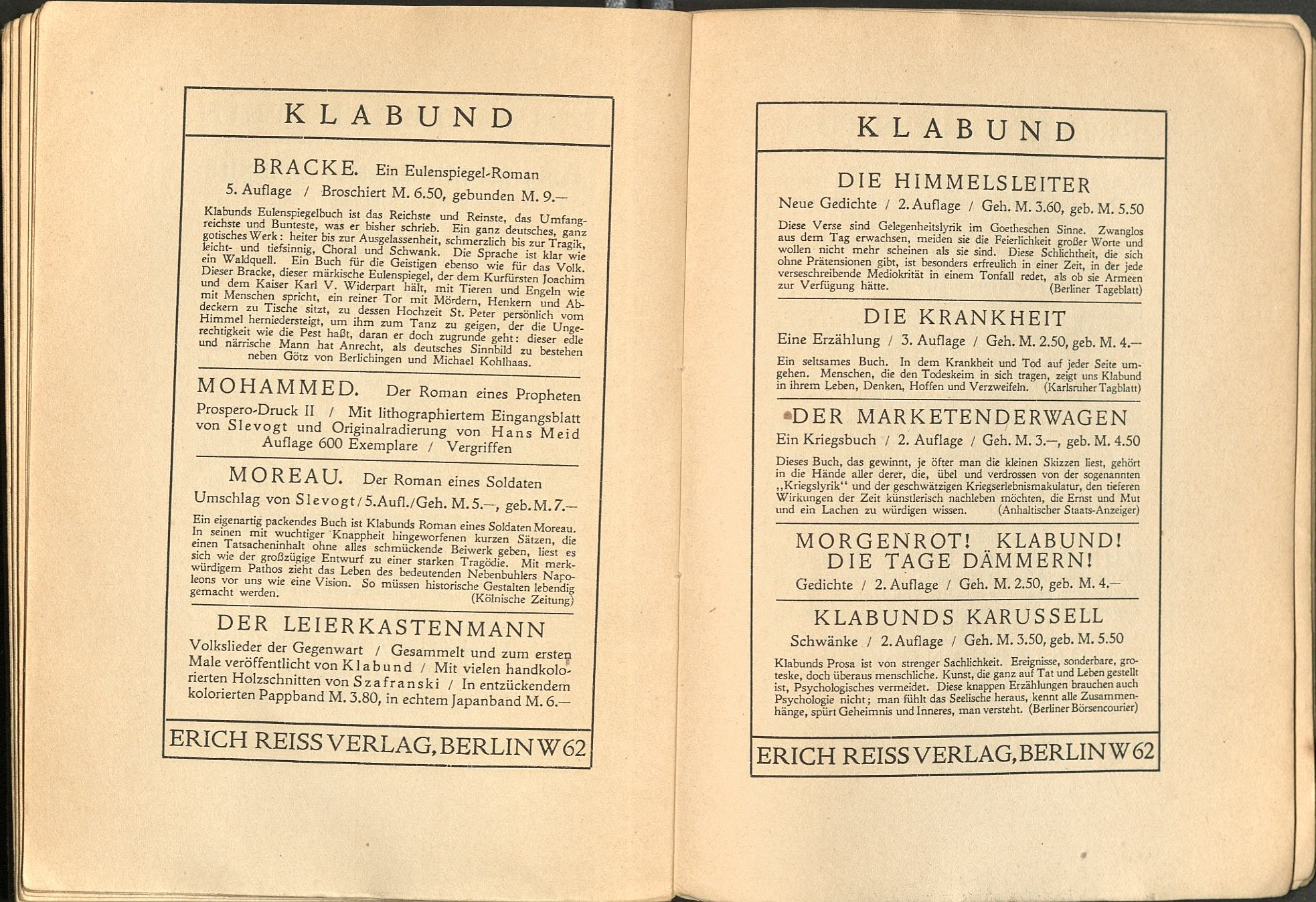
Anzeige bei Erich Reiss (1919)

Klabund verfasste 25 Dramen und 14 Romane, von denen manche erst postum veröffentlicht wurden, viele Erzählungen, zahlreiche Nachdichtungen, literaturgeschichtliche Werke und Gedichte. Zwischen 1998 und 2003 erschien eine Ausgabe seiner Werke in acht Bänden.
Im Folgenden eine Auswahl aus seinem Werk:

### Prosa
- 1912: Celestina. Ein Buch Alt-Crossener Geschichten.
  - Neuauflage 2010: Celestina. Faber & Faber, Leipzig, ISBN 978-3-86730-114-5.
- 1914: Klabunds Karussell. Schwänke.
- 1916: Der Marketenderwagen. Ein Kriegsbuch. Einbandgestaltung von Lucian Bernhard. Reiß, Berlin.
- 1916: Moreau. Roman eines Soldaten. Einbandgestaltung von Max Slevogt. Reiß, Berlin.
- 1917: Die Krankheit. Eine Erzählung. Reiß, Berlin.
- 1917: Mohammed. Der Roman eines Propheten. Einbandgestaltung von Max Slevogt; Frontispiz von Hans Meid. Reiß, Berlin (online)
- 1918: Bracke. Ein Eulenspiegel-Roman. Reiß, Berlin.
- 1920: Deutsche Literaturgeschichte in einer Stunde. Nr. 12 der Zellenbücherei. Dürr & Weber, Leipzig.
- 1920: Marietta. Ein Liebesroman aus Schwabing. Steegemann, Hannover.
- 1920: Geschichte der Weltliteratur in einer Stunde. Nr. 52 der Zellenbücherei. Dürr & Weber, Leipzig.
- 1921: Heiligenlegenden. Dürr & Weber, Leipzig.
- 1921: Franziskus. Ein kleiner Roman. Einbandgestaltung von Erich Büttner. Reiß, Berlin.
- 1922: Kunterbuntergang des Abendlandes. Grotesken; Sammlung kleiner Prosatexte von 1911 bis 1921. Roland, München.
  - Neuauflage 1967: Kunterbuntergang des Abendlandes. Lyrik, Kleine Prosa, Tagebücher, Briefe. Rütten & Loening, Berlin.
- 1922: Spuk. Roman. Reiß, Berlin.
- 1923: Der letzte Kaiser. Eine Erzählung. Einbandgestaltung von Erich Büttner. Heyder, Berlin.
- 1923: Pjotr. Roman eines Zaren. Einbandgestaltung von Marcel Słodki. Reiß, Berlin.
- 1926: Störtebecker.
- 1928: Borgia. Roman einer Familie. Einbandgestaltung von Ludwig Goldscheider. Phaidon, Wien.
- 1929: Rasputin. Einbandgestaltung von Ludwig Goldscheider. Phaidon, Wien.
- 1929: Literaturgeschichte, Die deutsche und die fremde Dichtung von den Anfängen bis zur Gegenwart. Phaidon, Wien.
- 1930: Romane der Sehnsucht. Franziskus – Krankheit – Roman eines jungen Mannes. Phaidon, Wien.
- 1930: Romane der Erfüllung. Baracke. Ein Eulenspiegelroman. Borgia. Roman einer Familie. Phaidon, Wien.
- 1930: Klabunds Kriegsbuch. Phaidon, Wien.
- Neuausgabe 1986: Der Rubin. Roman eines jungen Mannes. Nachwort von Andrea Reidt. Hrsg. von Norbert Altenhofer. Bouvier, Bonn, ISBN 3-416-01900-8.

### Gedichte
- 1913: Morgenrot! Klabund! Die Tage dämmern! Reiß, Berlin.
- 1914: Soldatenlieder. Gelber Verlag, München.
  - 1916: Erweiterte Neuauflage: Dragoner und Husaren. Die Soldatenlieder. Müller, München.
- 1916: Die Himmelsleiter. Neue Gedichte. Reiß, Berlin.
- 1917: Irene oder die Gesinnung. Ein Gesang. Reiß, Berlin.
- 1919: Der himmlische Vagant. Ein lyrisches Porträt des Francois Villon. Roland, München.
- 1919: Montezuma. Ballade.
- 1919: Hört! Hört!
- 1919: Dreiklang. Ein Gedichtwerk.
- 1920: Die Sonette auf Irene.
  - 1928: Totenklage. Dreissig Sonette. Phaidon, Wien.
- 1920: Der Neger. Kämmerer, Dresden.
- 1922: Das heiße Herz. Balladen, Mythen, Gedichte. Reiß, Berlin.
- 1926: Ode an Zeesen.
- 1927: Die Harfenjule. Neue Zeit-, Streit- und Leidgedichte. Die Schmiede, Berlin.
  - 1958: Neuausgabe: Die Harfenjule. Balladen und Chansons. Hrsg. von Otto F. Best. Kiepenheuer & Witsch, Köln.
- 1927: Liebeslied.

### Herausgeberschaft
- 1917: Der Leierkastenmann. Volkslieder der Gegenwart. Mit Zeichnungen von Kurt Szafranski. Reiß, Berlin.
- 1920: Das trunkene Lied. Die schönsten Sauf- und Trinklieder der Weltliteratur. Ausgewählt von Klabund. Mit Zeichnungen von Kurt Szafranski. Reiß, Berlin 1920.

### Dramen
- 1920: Hannibals Brautfahrt. Ein Schwank in drei Aufzügen und einem Nachspiel. Reiß, Berlin.
- (1920): Die Nachtwandler. Ein Schauspiel. Reiß, Berlin.
- 1925: Der Kreidekreis. Spiel in fünf Akten nach dem Chinesischen. Spaeth, Berlin.
- 1925: Das lasterhafte Leben des weiland weltbekannten Erzzauberers Christoph Wagner gewesenen Famuli und Nachfolgers in der Zauberkunst des Doktor Faust. Ein altes deutsches Volksstück in einem Vorspiel und fünf Akten. Spaeth, Berlin.
- 1928: X Y Z. Spiel zu Dreien in drei Aufzügen. Mit einem Vorwort von Otto Stoessl. Reclam, Leipzig.

### Nachdichtungen
- Dumpfe Trommel und berauschtes Gong. Nachdichtungen chinesischer Kriegslyrik, 1915.
- Li tai-pe, 1916.
- Das Sinngedicht des persischen Zeltmachers. Neue Vierzeiler nach Omar Khayyâm, 1916/1917.
- Die Geisha O-Sen. Geisha-Lieder nach japanischen Motiven, 1918.
- Der Feueranbeter. Nachdichtungen des Hafis, 1919.
- Mensch, werde wesentlich! Laotse. Sprüche, 1920.
- Das Blumenschiff. Nachdichtungen chinesischer Lyrik, 1921.
- La Rochefoucauld – Gedanken der Liebe, 1922/1923.
- Decameron von Giovanni Boccaccio anhand der italienischen Originalausgabe überarbeitet, ergänzt und mit einem Vorwort ,Der wahre Titel des „Decameron“ versehen, 1924.
- Der junge Aar. (L’Aiglon.) Drama in sechs Akten, 1925.
- Das Kirschblütenfest. Spiel nach dem Japanischen, 1927.

## Ausgaben
- Klabund: Werke in acht Bänden. Hrsg. von Christian von Zimmermann u. a. Elfenbein Verlag, Heidelberg/Berlin 1998–2003.
- Klabund: Sämtliche Werke. Rodopi u. a., Amsterdam u. a. 1998 ff.
- Klabund: Deutsche Literaturgeschichte in einer Stunde. Kommentierte Neuauflage, Textem Verlag, 2006 (PDF (PDF)).
- Klabund: Dumpfe Trommel und berauschtes Gong. Nachdichtungen chinesischer Kriegslyrik. Elfenbein Verlag, 2009, ISBN 978-3-941184-01-5.
- Klabund: Kleine Klabund Reihe (zum 110. Geburtstag des Dichters). Greifenverlag, Rudolstadt/Berlin 2009/2010.
- Klabund: Literaturgeschichte. Die deutsche und die fremde Dichtung von den Anfängen bis zur Gegenwart. Hrsg. von Ralf Georg Bogner. Elfenbein Verlag, Berlin 2012, ISBN 978-3-941184-18-3.
- Klabund: Bracke. Ein Eulenspiegel-Roman. Mit einem Nachwort von Ralf Georg Bogner. Elfenbein Verlag, Berlin 2018, ISBN 978-3-96160-005-2.
- Klabund: Der letzte Kaiser. Erzählung. Elfenbein Verlag, Berlin 2018, ISBN 978-3-96160-007-6.
- Klabund: Borgia. Roman einer Familie. Mit einem Nachwort von Ralf Georg Bogner. Elfenbein Verlag, Berlin 2019, ISBN 978-3-96160-009-0.